# Rétroactivité en droit français
Pour les articles homonymes, voir Rétroactivité.
 (août 2013).
La rétroactivité est la caractéristique d'une norme juridique qui règle des situations nées avant son adoption. Elle est contraire à la sécurité juridique mais continue d'être utilisée dans certaines lois (en particulier fiscales) ou certains jugements, même si elle est de plus en plus encadrée tant par les jurisprudences constitutionnelle (Conseil constitutionnel) et conventionnelle (Cour européenne des droits de l'homme) que par la jurisprudence ordinaire.

## Principe de non-rétroactivité des lois pénales plus sévères
En droit pénal, les principes de légalité et de stricte nécessité des peines impliquent ceux de la non-rétroactivité de la loi pénale plus sévère et de la rétroactivité de la loi pénale plus douce (rétroactivité in mitius). Comme l'indiquait Portalis : « La loi qui sert de titre à l’accusation doit être antérieure à l’action pour laquelle on accuse. » Ces divers principes sont en particulier exprimés par les articles 5 et 8 de la Déclaration des droits de l'homme et du citoyen de 1789. Ils permettent au Conseil constitutionnel de contrôler les lois pénales et, plus généralement, les lois prévoyant des sanctions ayant le caractère d'une punition.

« Article 5 : « La loi n'a le droit de défendre que les actions nuisibles à la société. Tout ce qui n'est pas défendu par la loi ne peut être empêché, et nul ne peut être contraint à faire ce qu'elle n'ordonne pas. »

« Article 8 : « La loi ne doit établir que des peines strictement et évidemment nécessaires, et nul ne peut être puni qu'en vertu d'une loi établie et promulguée antérieurement au délit, et légalement appliquée. »

On retrouve des principes similaires exprimés à l'article 7 de la Convention européenne des droits de l'homme. Le principe de non-rétroactivité de la loi en matière pénale, également affirmé par une série de traités internationaux et de constitutions, est souvent interprété dans le sens d'une extension du traitement pénal plus doux, même en cas de condamnation déjà prononcée (lex mitior).
En revanche, une forme paradoxale de non-rétroactivité de la loi pénale plus douce peut résulter de revirements de jurisprudence : « En l'absence de modification de la loi pénale et dès lors que le principe de non-rétroactivité ne s'applique pas à une simple interprétation jurisprudentielle, un demandeur ne saurait se prévaloir des dispositions plus favorables d'un arrêt de la Cour de cassation ».

## Principe de non-rétroactivité des lois civiles

### Un principe fondamental du droit civil
Le principe de non-rétroactivité se voit énoncé, en matière civile, par l'article 2 du code civil français : « La loi ne dispose que pour l'avenir ; elle n'a point d'effet rétroactif. »
En droit civil des obligations, les situations contractuelles sont régies par la loi en vigueur le jour de la conclusion du contrat.

### Un principe relatif

#### Un principe à valeur législative et non constitutionnelle
L'article 2 précité du code civil a valeur légale et non constitutionnelle : le législateur peut donc y déroger et décider de la rétroactivité d'une loi, en le précisant expressément dans celle-ci, conformément au principe de hiérarchie des normes en droit français. Il en est ainsi des lois interprétatives ou des lois de validation, qui deviennent cependant rares et sont soumises à des conditions :
- Le Conseil constitutionnel contrôle qu'un intérêt général suffisant justifie la rétroactivité de la loi ;
- La Convention européenne des droits de l'homme encadre également la rétroactivité à l’article 7 s’agissant de la loi pénale (seule la loi plus douce peut être rétroactive). Le premier protocole, protégeant le droit de propriété, limite quant à lui les conséquences rétroactives que peut avoir la loi civile.

#### Les lois de validation
Une loi de validation est une loi tendant à valider rétroactivement un acte dont une juridiction est saisie ou susceptible de l'être, afin de prévenir les difficultés qui pourraient naître de sa censure (acte risquant d'être déclaré illégal ou nul, par exemple parce qu'il s'appuie sur un autre acte illégal ou nul).

#### Les lois interprétatives
Une loi interprétative est censée clarifier le sens d'une loi antérieure obscure, sans y ajouter d'éléments de fond. Selon la jurisprudence, la loi interprétative fait alors corps avec la loi qu'elle interprète : elle est réputée prendre effet en même temps. Normalement, la qualification de loi interprétative découle d'une disposition expresse de la loi elle-même ; quoi qu'il en soit, la jurisprudence contemporaine ne reconnaît une loi comme interprétative qu'autant que cette « loi se borne à reconnaître, sans rien innover, un droit préexistant qu'une définition a rendu susceptible de controverses ».

#### Le contrôle en constitutionnalité ou en conventionnalité
La jurisprudence du Conseil constitutionnel encadre de plus en plus strictement les lois de validation ou des lois interprétatives. En particulier, ces lois ne doivent pas mettre en cause les décisions juridictionnelles passées en force de chose jugée ; elles doivent répondre à un but d'intérêt général suffisant.
De plus, la Convention européenne des droits de l'homme s'oppose, sauf pour d'impérieux motifs d'intérêt général,, à l'ingérence du législateur, par de telles lois rétroactives, dans les litiges en cours de jugement.

### Lois et contrats
Les effets et conditions des contrats conclus antérieurement à la loi nouvelle, même s'ils se réalisent postérieurement à son entrée en vigueur, demeurent en principe régis par la loi sous l'empire de laquelle ces contrats ont été passés.
Cependant cette survie de la loi ancienne en matière contractuelle est cantonnée par la notion d'effets légaux du contrat : la loi nouvelle postérieure à la conclusion du contrat régit les effets spécialement attachés par la loi à un contrat en cours. Il ne s'agit plus de la situation contractuelle (où le contrat est la loi des parties) mais des effets dont l'existence et le contenu sont déterminés par la loi en vigueur au moment où ils se produisent ; le législateur peut soumettre les contrats en cours à la nouvelle loi et le juge constate alors l'existence d'une loi d'ordre public, qu'il applique au contrat. En revanche, une loi nouvelle ne doit pas bouleverser l’équilibre des contrats et conventions légalement conclus avant son intervention.

## Principe de non-rétroactivité des actes administratifs
Le principe de non-rétroactivité des actes administratifs (règlements et décisions individuelles) est l'un des principes généraux du droit dégagés par le Conseil d'État.
Cependant, une loi ou un acte de droit international peuvent permettre une telle rétroactivité et un acte régulier peut prévoir la rétroactivité d’un acte subordonné pris pour son application. La rétroactivité peut également être autorisée lorsque l’administration procède au retrait d’un acte illégal dans le délai prévu, si elle résulte d'une annulation contentieuse prononcée par le juge de l'excès de pouvoir ou si elle est exigée par la situation que l'acte a pour objet de régir.
Un exemple est l'adoption plénière d'un enfant étranger qui acquiert la nationalité de ses parents d'adoption de façon rétroactive, dès sa naissance et non à la date du jugement. En dehors de ces circonstances relativement rares, un acte administratif rétroactif est irrégulier et peut donc être annulé en tant qu’il est rétroactif (il ne doit entrer en vigueur que postérieurement à son édiction, par exemple en fonction de sa date de signature pour un acte individuel favorable, de sa date de notification pour un acte individuel défavorable ou de sa date de publication pour un acte réglementaire).

## Décisions juridictionnelles et rétroactivité
La jurisprudence contemporaine est sensible aux effets négatifs de certaines annulations ou de certains revirements de jurisprudence : néanmoins, le plus souvent, cette rétroactivité résulte du rôle même de juridictions qui jugent des litiges s'enracinant dans le passé et en tirent des conséquences pour l'avenir. Par leur nature même et nécessairement, un certain nombre de décisions juridictionnelles comportent une forme de rétroactivité.

### Annulation d’un acte administratif
L'annulation d'un acte administratif est rétroactive et implique normalement que cet acte est réputé n'être jamais intervenu. Cependant, le souci de sécurité juridique est devenu de plus en plus prégnant en droit contemporain et le point d'équilibre entre principe de légalité et principe de sécurité juridique s'est quelque peu déplacé en faveur de ce dernier.
Depuis l’arrêt Association AC ! et autres du 11 mai 2004, le juge administratif admet que la protection de l'intérêt général peut, à titre exceptionnel, le conduire à moduler dans le temps les effets des annulations découlant des illégalités relevées et à faire ainsi exception au principe de l'effet rétroactif des annulations contentieuses. Avant même cette innovation majeure, la jurisprudence du Conseil d'État avait depuis longtemps prévu plusieurs manières d'éviter certains effets excessifs et malencontreux d'une annulation rétroactive :
- ainsi, en ce qui concerne les décisions définitives prises sur le fondement d’un acte illégal, les décisions individuelles prises sur le fondement d'un règlement illégal, annulé par la suite, ne pouvaient être annulées que si elles avaient elles-mêmes été contestées dans le délai de recours contentieux ;
- ainsi encore, en cas d'annulation de la nomination d'un fonctionnaire la théorie des fonctionnaires de fait garantissait la validité juridique des actes administratifs effectués par ce fonctionnaire avant le prononcé du jugement.

### Annulation d’un contrat ou d’une convention
En droit privé comme en droit administratif, l'annulation d'un contrat ou d'une convention est par définition rétroactive : l'acte est nul, il est donc réputé n'avoir jamais existé et les parties doivent être remises en l’état, c'est-à-dire dans la situation qui prévalait avant la conclusion de cet acte.
Cependant, en pratique, le juge civil a été amené à moduler les effets d'une annulation quand il s'agit d'un contrat à exécution successive, comme les contrats de travail, et non d'un contrat instantané. Pour ces contrats à exécution successive (dans lesquels les obligations sont échelonnées dans le temps), l’annulation ne vaut que pour l’avenir. De même, en droit des sociétés, la nullité d'une société prononcée par la justice met fin sans rétroactivité à l'exécution du contrat et les engagements pris à l'égard des tiers de bonne foi sont maintenus, sauf exceptions. Par ailleurs, en droit privé comme en droit administratif, un partenaire d'un contrat annulé peut être indemnisé par l'autre partie, une fois les restitutions réalisées, non plus au titre de la responsabilité contractuelle (le contrat était nul) mais de la responsabilité pour faute ou de l'enrichissement sans cause.

### Revirements de jurisprudence
En principe, en droit français, tout changement de jurisprudence a un caractère rétroactif car la jurisprudence est censée refléter un état du droit qui a toujours existé et être simplement récognitive : les nouvelles interprétations et règles jurisprudentielles s’appliquent donc normalement à tous les litiges, même nés avant qu’elles aient été dégagées par le juge. Cependant, la Cour de cassation et le Conseil d’État, à la suite de la CJCE et d'autres cours suprêmes étrangères, se sont interrogés sur les modulations à apporter à ce principe.
Un rapport sur les revirements de jurisprudence a ainsi été préparé en 2004 à la demande du premier président de la Cour de cassation et eu depuis de nombreux échos.
- Ordre judiciaire – La Cour de cassation a mis en œuvre la notion de revirement de jurisprudence pour l'avenir, dans l'arrêt n° 547 du 21 décembre 2006 (n° de pourvoi 00-20493[26]). Il s'agissait d'éviter qu'un justiciable soit privé d'accès au juge et donc d'un procès équitable, au sens de l'article 6, §1 de la Convention européenne des droits de l'homme, après un revirement de jurisprudence et l'arrêt n° 387 du 8 juillet 2004 (n° de pourvoi 01-10426 de la 2e chambre civile).
- Ordre administratif – De même, depuis sa décision du 16 juillet 2007[27], le Conseil d'État se reconnaît la possibilité de limiter l’effet rétroactif d’un changement de jurisprudence. Sans revenir de façon générale sur le principe de l’application à tous les litiges d’une nouvelle jurisprudence, le Conseil d’État estime qu’il peut être nécessaire d’y déroger lorsque le changement concerne l’existence et les modalités d’exercice des recours juridictionnels eux-mêmes. D’une part, en effet, un changement de jurisprudence ne doit pas porter rétroactivement atteinte au droit fondamental qu’est le droit au recours ; d’autre part et à l’inverse, il ne doit pas se faire au détriment de la sécurité juridique, par exemple par une atteinte excessive aux relations contractuelles en cours.

Par ailleurs, les juges suprêmes évitent depuis longtemps les revirements de jurisprudence trop violents. Ils peuvent ainsi laisser entendre qu'une question est à l'étude (rapports divers) ou laisser apparaître des signes précurseurs d'une évolution jurisprudentielle (rédaction de certains attendus ou obiter dicta par exemple). Ils peuvent aussi effectuer certains revirements ou évolutions importantes de la jurisprudence lors d'arrêts de rejet.